# Anthony Eden
Anthony Robert (Anthony) Eden, Graaf van Avon (Durham, Engeland, 12 juni 1897 – Alvediston, Engeland, 14 januari 1977) was een Brits politicus en diplomaat van de Conservative Party en premier van het Verenigd Koninkrijk van 1955 tot 1957.
Eden studeerde aan Eton en Oxford. Hij nam als militair deel aan de Eerste Wereldoorlog waar hij het Military Cross kreeg. In 1923 werd hij als afgevaardigde voor Warwick en Leamington verkozen als lid van het Lagerhuis, waarvan hij 34 jaar lid zou blijven. Zijn specialiteit was buitenlands beleid, Eden werd in 1926 privésecretaris van de toenmalige minister van Buitenlandse Zaken Austen Chamberlain. Ook diende hij meerdere keren in het kabinet, van 1931 tot 1933 was hij onderstaatssecretaris voor Buitenlandse Zaken waardoor hij veel in Genève verbleef. Van 1933 tot 1935 was hij Lord Privy Seal en van 1935 tot 1938 minister van Buitenlandse Zaken; ten tijde van zijn benoeming tot minister van Buitenlandse Zaken was hij slechts 38 jaar oud.
Hij was een van de eersten die erkenden dat vrede niet kon worden bewaard door het volgen van een appeasementpolitiek tegenover de nazi's in Duitsland en de fascisten in Italië. Hij was gekant tegen de politiek van de toenmalige minister van Buitenlandse Zaken Samuel Hoare om de invasie van Italië in Abyssinië door de vingers te zien. Na het falen van het Verdrag van Hoare-Laval, dat beoogde een eind te maken aan de Tweede Italiaans-Ethiopische Oorlog, nam Samuel Hoare ontslag en volgde Anthony Eden hem in december 1935 op als minister van Buitenlandse Zaken. Hij steunde de politiek om zich niet te mengen in de Spaanse Burgeroorlog, ondersteunde premier Neville Chamberlain om de vrede te bewaren door middel van concessies aan nazi-Duitsland en protesteerde niet toen Hitler het Rijnland militariseerde in 1936. In 1938 stapte hij uit de toenmalige regering omdat hij het niet eens was met Chamberlains onderhandelingen met Italië. Er is vaak ten onrechte beweerd dat hij aftrad uit protest tegen het Verdrag van München, waarbij Tsjecho-Slowakije in 1938 werd 'verkwanseld' aan nazi-Duitsland. In het Lagerhuis onthield hij zich overigens van stemming over dit verdrag. Hij werd de voorman van de 'Glamour boys', een conservatieve factie die het buitenlandse beleid van de conservatieve regering afwees. Winston Churchill zat in een andere kritische factie, de 'Old Guard'.
Na het uitbreken van de Tweede Wereldoorlog in 1939 nam Neville Chamberlain hem opnieuw op in de regering als minister van het Brits Gemenebest. Toen Winston Churchill in mei 1940 premier werd, benoemde hij Eden tot minister van Oorlog en in december 1940 tot minister van Buitenlandse Zaken. Samen met Churchill nam Eden deel aan de belangrijkste conferenties tijdens WO II. Eden leidde nagenoeg alle onderhandelingen tussen Groot-Brittannië en generaal Charles de Gaulle van de Vrije Fransen en tussen 1942 en 1945 was Anthony Eden voorzitter van het Lagerhuis.
Toen de conservatieven in juli 1945 in de oppositie terechtkwamen, werkte hij aan een heropbouw van de conservatieve partij en was hij betrokken bij de oprichting van de Verenigde Naties. Hij werd voor de derde maal minister van Buitenlandse Zaken onder Churchill in 1951 en volgde hem in april 1955 op als premier. Harold Macmillan, minister van Buitenlandse Zaken en diegene die Groot-Brittannië bij de Suezcrisis betrok, bracht Anthony Eden in een moeilijke situatie waardoor deze in januari 1957 ontslag nam en zo werd Macmillan de nieuwe eerste minister. Eden verloor zijn internationale reputatie als staatsman, maar bleef populair bij het publiek. Hij kreeg in 1961 de titel graaf van Avon, waardoor hij tot aan zijn dood een zetel had in het Hogerhuis.
Tijdens zijn pensioen publiceerde hij zijn memoires. Hij woonde in Broad Chalke met zijn tweede vrouw, Clarissa Spencer-Churchill, een oomzegger van Winston Churchill.
In 1977 stierf Anthony Robert Eden op 79-jarige leeftijd aan leverkanker te Salisbury.

## Titels en predicaten
- Robert Anthony Eden (1897–1954)
- Sir Robert Anthony Eden (1954–1961)
- Robert Anthony Eden, Graaf van Avon (1961–1977)

- Bibsys: 90085927
- Biblioteca Nacional de Chile: 000233570
- Biblioteca Nacional de España: XX913639
- Bibliothèque nationale de France: cb12206334c (data)
- Catàleg d'autoritats de noms i títols de Catalunya: 981058517408106706
- CiNii: DA01471024
- Gemeinsame Normdatei: 118687786
- International Standard Name Identifier: 0000 0001 1081 6052
- Library of Congress Control Number: n79045376
- National Archives and Records Administration: 10581894
- Bibliotheek van het Japanse parlement: 00521384
- Nationale Bibliotheek van Tsjechië: ola2002161246
- Nationale bibliotheek van Australië: 35676227
- Nationale Bibliotheek van Israël: 987007260740105171
- Nationale Bibliotheek van Polen: a0000001220679
- Nederlandse Thesaurus van Auteursnamen: 07334544X
- Réseau des bibliothèques de Suisse occidentale: 02-A003208605
- LIBRIS: 184447
- SNAC: w6gm929n
- Système universitaire de documentation: 027772055
- Trove: 1037777
- Virtual International Authority File: 109021646
- WorldCat: E39PBJrgFGfGJmYVB6YTJ4BHG3

Walpole · 
Compton · 
Pelham · 
Pelham-Holles · 
Cavendish · 
Stuart · 
G. Grenville · 
Charles Watson-Wentworth · 
Pitt de Oudere · 
FitzRoy · 
North · 
Petty · 
Cavendish-Bentinck · 
Pitt de Jongere · 
Addington · 
W.W. Grenville · 
Perceval · 
Jenkinson · 
Canning · 
Robinson · 
Wellesley · 
Grey · 
Lamb · 
Peel · 
Russell · 
Smith-Stanley · 
Hamilton-Gordon · 
Temple · 
Disraeli · 
Gladstone · 
Gascoyne-Cecil · 
Primrose · 
Balfour · 
Campbell-Bannerman · 
Asquith · 
Lloyd George · 
Law · 
Baldwin · 
MacDonald · 
Chamberlain · 
Churchill · 
Attlee · 
Eden · 
Macmillan · 
Douglas-Home · 
Wilson · 
Heath · 
Callaghan · 
Thatcher · 
Major · 
Blair · 
Brown · 
Cameron · 
May · 
Johnson · 
Truss ·
Sunak ·
Starmer